# Микитяны
Микитяны (укр. Микитяни, ранее Микитяне) — село, входит в Мироновский район Киевской области Украины.
Население по переписи 2001 года составляло 289 человек. Почтовый индекс — 08854. Телефонный код — 4574. Занимает площадь 10,458 км². Код КОАТУУ — 3222989103.

## Местный совет
08854, Київська обл., Миронівський р-н, с.Яхни, вул.Кооперативна,2

## История
В XIX веке село Микитяны было в составе Ольховецкой волости Каневского уезда Киевской губернии. В селе была Николаевская церковь.